# Frank Marcinkowski
Frank Marcinkowski (* 3. August 1960 in Düsseldorf) ist ein deutscher Professor für Kommunikations- und Medienwissenschaft an der Heinrich-Heine-Universität Düsseldorf.

## Leben
Marcinkowski studierte ab 1981 Sozialwissenschaften bzw. Politikwissenschaft an der Gerhard-Mercator-Universität Duisburg und beendete dieses Studium 1987 mit einem Diplomabschluss. Er war in den darauf folgenden Jahren zunächst von 1987 bis 1990 Berater der Kommission Mensch und Technik beim Landtag Nordrhein-Westfalen und von 1988 Wissenschaftlicher Mitarbeiter, von 1993 Wissenschaftlicher Assistent an der Universität Duisburg. Dort wurde er im Jahre 1992 promoviert und habilitierte sich 1999. 
Nach seiner Habilitation hatte er zunächst von 1999 bis 2000 eine Lehrstuhlvertretung an der FernUniversität Hagen inne, ehe er für drei Jahre als Forschungsprofessor und Abteilungsleiter ans Liechtenstein-Institut wechselte. 2001 vertrat er am Institut für Publizistikwissenschaft und Medienforschung der Universität Zürich (IPMZ) die Professur für Publizistikwissenschaft, die er dann 2003 übernahm und bis 2006 innehatte. Von 2006 bis 2017 war er Professor für Kommunikationswissenschaft an der Westfälischen Wilhelms-Universität Münster. 2017 folgte er einem Ruf an das Institut für Sozialwissenschaften der Heinrich-Heine-Universität in Düsseldorf. Zu seinen Forschungs- und Lehrgebieten gehören Kommunikations-, Medien- und Öffentlichkeitstheorien, Politische Kommunikation sowie zu Medieninhalten und den gesellschaftlichen Folgen der Medienentwicklung.

## Publikationen (Auswahl)
- Publizistik als autopoietisches System: Politik und Massenmedien. Eine systemtheoretische Analyse. VS Verlag für Sozialwissenschaften, Wiesbaden 1993, ISBN 978-3531124285.
- mit Barbara Pfetsch: Politik in der Mediendemokratie (= Politische Vierteljahresschrift, Sonderband 42/2009). VS Verlag für Sozialwissenschaften, Wiesbaden 2009, ISBN 978-3531159393.
- Politische Kommunikation und Volksentscheid: Eine Fallstudie zur Verfassungsreform in Liechtenstein. Nomos Verlag, Baden-Baden 2011, ISBN 978-3832963736.